# Theo Lucas
Theo Lucas, eigentlich Theodor Heinrich Lukas (* 5. Juni 1890 in Dülken, † nach 1941) war ein Operettensänger, der als „flüsternder Tenor“ bekannt wurde.

## Leben
Theo Lucas war dreimal verheiratet. Die erste Eheschließung fand am 5. Juni 1924 in Charlottenburg mit der Harfenistin Johanna Auguste Elsbeth Foth aus Breslau statt. Diese Ehe wurde am 4. Mai 1927 in Berlin geschieden. Er lebte von 1924 bis 1928 in Berlin in der Charlottenburger Kantstraße 109. Am 8. September 1930 schloss er in Berlin-Schöneberg eine zweite Ehe mit Hildegard Roth aus Solingen. Aus dieser Ehe ist 1932 eine Tochter hervorgegangen. Am 17. April 1937 wurde auch diese Ehe in Düsseldorf geschieden. Eine dritte Ehe folgte laut Beischreibung 1941 in Düsseldorf-Nord. Das Ehepaar wohnte 1930 Salzburger Strasse 16 in Schöneberg und 1934 in der Schildhornstraße 17. Die Einträge in Berliner Adressbüchern fallen mit der Zeit zusammen, in der Lucas, häufig als Refrainsänger von Gabriel Formigginis Orchester, Aufnahmen bei der VOX machte. Bekannt wurde insbesondere seine „schwule Interpretation“ von Am Sonntag will mein Süßer mit mir segeln geh’n, in der er den bekannten Refrain einem blonden Herrn in den Mund legt, der im Eldorado verkehrt und ausgerechnet von einer Dame aufgefordert wird, den Sonntag mit ihm zu verbringen.
Die Online-Filmdatenbank listet für die Zeit zwischen 1919 und 1939 fünf Filme, in denen jeweils ein Darsteller namens Theo Lucas zu sehen war.

## Aufnahmen (unvollständig)
- Bei dem Lindenwirt in der Drosselgass, Kristall 6016
- Der treue Husar: Marschlied, Cehaphon H 13 und Kristall 6022
- Du hast mich betrogen, Vox 3695E
- Du Mädel vom Rhein, Mädel, ich bin dir so gut, Grammophon 20288 und Grammophon 14798
- Du schöne Wirtin vom gold’nen Stern, Kalliope K 1295
- Ein rheinisches Mädchen, bei rheinischem Wein, Grammophon 20288
- Eine kleine Liebelei, Vox 3693E
- Es gibt eine Frau, die dich niemals vergißt, Continental 1406
- Ich küsse Ihre Hand Madame, Vox 8665 E
- Ich will von der Lilly nichts wissen, Vox 8676E
- In einer kleinen Konditorei, Kalliope K 1278 und Vox 3684 E
- Katinka aus Prag, Vox 8665 E und Kalliope K 1279
- Kathinka, schenk die Gläser voll, Vox 3693E
- Kennst du das kleine Haus am Michigansee?, Kalliope K 1295 und Vox 8676E
- Leila, Vox 8667E
- Nimm diesen Strauss Vergissmeinnicht, Continental 1406
- Ober! Schnell noch eine Runde her!, Vox 3690E
- Rheinische Lieder – Schöne Frau’n beim Wein, Kristall 6016 und Vox 3690E
- Rötsch mer jet!, Vox 3674E
- Vier Worte möcht’ ich dir jetzt sagen, Kalliope K 1279
- Warum hast du mich nicht mehr lieb?, Vox 8667E
- Was weißt denn du, wie ich verliebt bin, Vox 3695E
- Weine nicht, Vox 3684 E
- Wenn der weisse Flieder wieder blüht, Kalliope K 1278
- Wo hast du nur die schönen blauen Augen her?, Grammophon 14798
- Woröm hätt datt der Pitter dem Hein verzällt?, Vox 3674E